# 土佐大震旦介
土佐大震旦介（学名：Sinoleberis tosaensis）为粗面介科大震旦介屬下的一个种。